# Carl Josef Pollak

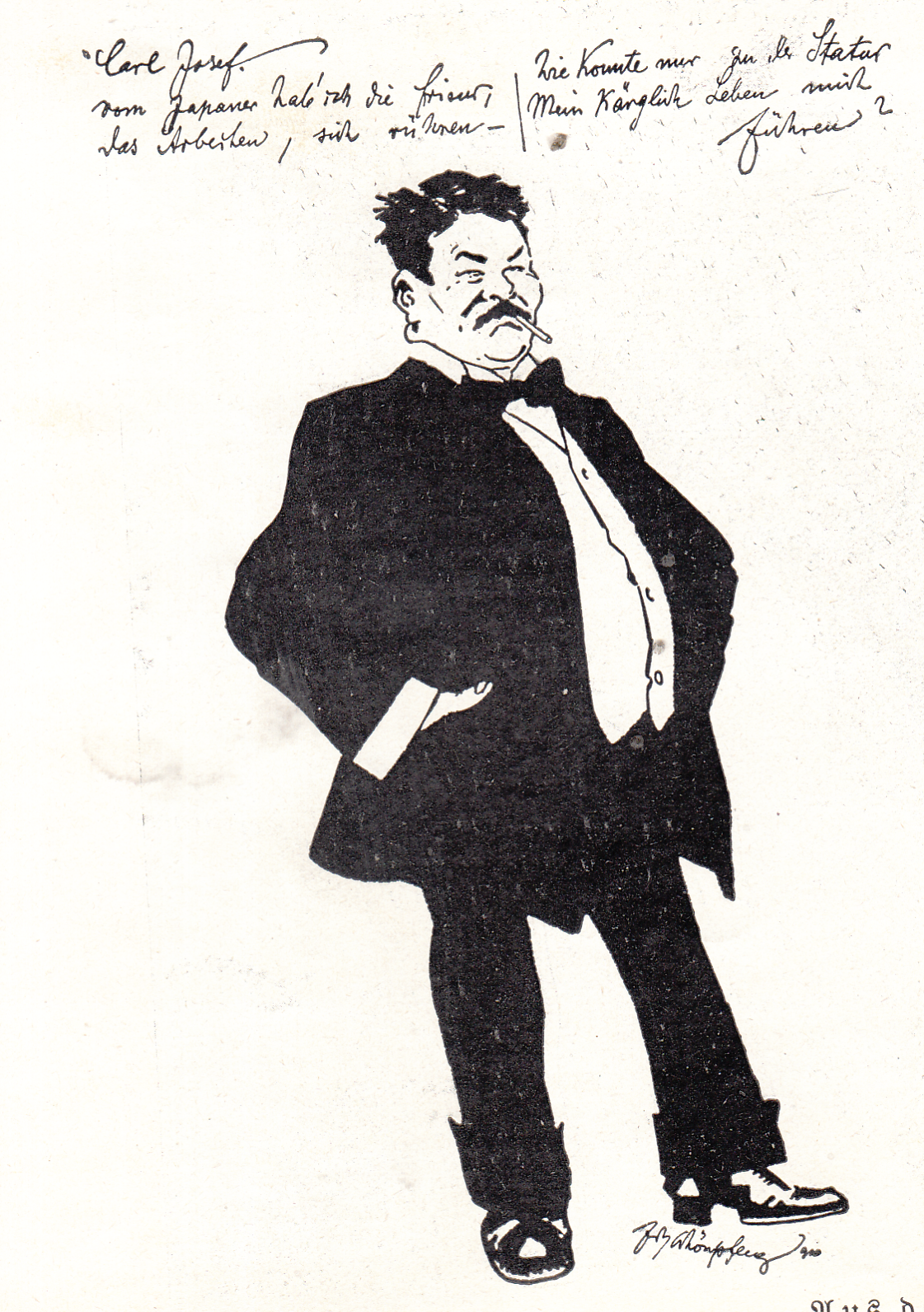
Carl Joseph Pollak (1910), Zeichnung von Fritz Schönpflug

Carl Josef Pollak (* 5. April 1877 in Wien; † 10. April 1937 ebenda) war ein österreichischer Karikaturist, Pressezeichner, Bildnismaler und Gebrauchsgraphiker. Er signierte meistens nur als „Carl Josef“.

## Leben
Pollak studierte an der Wiener Kunstakademie bei Christian Griepenkerl und in Prag bei Václav Brožík. Zunächst war er als Maler tätig. 1904 veröffentlichte er Zeichnungen aus dem Russisch-Japanischen Krieg im „Interessanten Blatt“. Von da an war er erfolgreicher Zeitungsillustrator. Von 1909 bis 1914 bereiste er Indien und Japan. Nach 1918 arbeitete er in Wien für verschiedene satirische Zeitschriften wie „Die Muskete“ und „Götz von Berlichingen“. Pollak nahm dabei stets einen liberalen und kritischen Standpunkt ein. Daneben gestaltete er zahlreiche Plakate, zumeist mit satirischer Haltung, für die „Illustrierte Zeitung“, nach dem Ersten Weltkrieg auch für die Politik. Es erschienen verschiedene Sammelbände mit seinen Karikaturen.

## Werke (Auswahl)

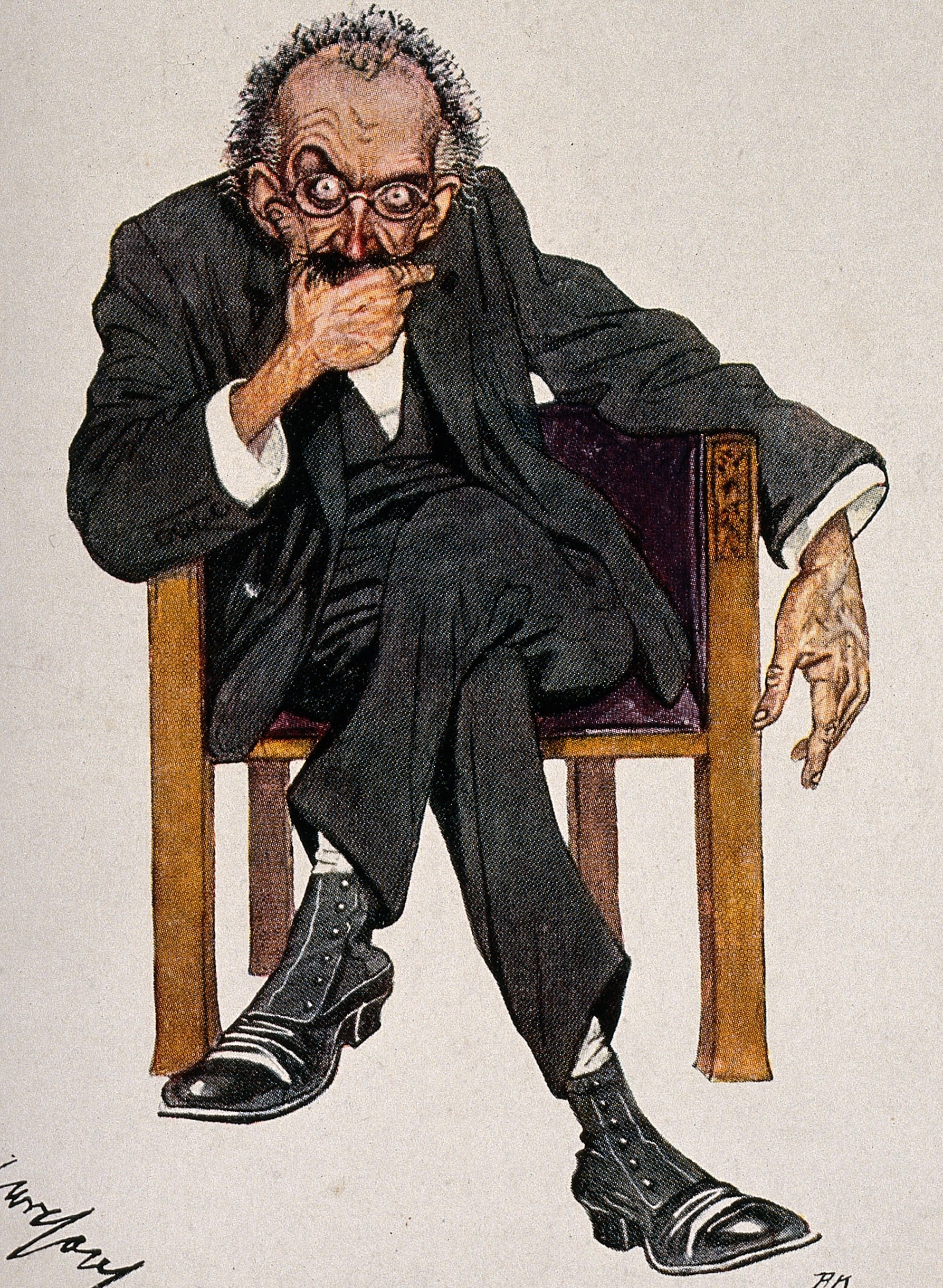
Psychiater, um 1930
Wahlplakat für die Demokratische Partei Österreichs zur Konstituierenden Nationalversammlung 1919